# Dora Nováková
Dora Nováková (* 2. září nebo 12. září 1921 Bratislava) je česká designérka a grafička, manželka Jiřího Rathouského.

## Život a dílo
Studovala na Státní grafické škole v Praze a na Uměleckoprůmyslové škole (1941) a Vysoké škole uměleckoprůmyslové (1945–1948) u Antonína Strnadela. V letech 1945–1946 studovala na École des Beaux-Arts v Paříži. Věnovala se volné grafice a užitému umění v oblasti grafiky, plakátu, knižních obálek, keramiky, textilu a šperku.
Vystavovala se skupinou Horizont a byla okrajově zastoupena plakáty na první výstavě Skupiny Máj 57 roku 1957. Ze skupiny Máj vzešla celá řada individualit, které v následujících letech výrazně promluvily do knižní grafiky a ilustrace. Za svou plakátovou i knižní tvorbu Nováková získala různá ocenění.

### Knižní obálky (výběr)
- Josef Svoboda, Národní divadlo Praha 1961
- Antonín Dvořák, Editio Supraphon, Praha 1966
- Bedřich Smetana, Státní hudební vydavatelství Praha 1966

### Výstavy
- nedatováno Manifestation d'art, Cité Universitaire de Paris, Paříž
- 1955 První celostátní výstava užité grafiky, Slovanský ostrov, Praha
- 1957 Mladé umění / Tvůrčí skupina Máj 57, Obecní dům – výstavní sály, Praha
- 1960 Československo 1960, Park kultury a oddechu Julia Fučíka, Praha
- 1962 Současný mezinárodní plakát, Uměleckoprůmyslové museum, Praha
- 1963 Dvoj- i trojrozměrná grafika a užité umění Tvůrčí skupiny Horizont, Galerie Václava Špály, Praha
- 1964 Bienále užité grafiky Brno ´64: Československý plakát a propagační grafika, Brno
- 1965 Tvůrčí skupina Horizont, Dům umění, Olomouc
- 1965 Plakate aus der Tschechoslowakei, Münchner Stadtmuseum, Mnichov
- 1965 Ilustrace a grafika knih Mladé fronty, Galerie Fronta, Praha
- 1966 Grafika, plakát, Galerie Vincence Kramáře, Praha
- 1966 Tschechoslowakische Gebrauchsgrafik Gruppe Horizont, Landesgewerbeamt Baden-Württemberg, Stuttgart
- 1969 Nejkrásnější knihy roku 1968, Památník národního písemnictví, Praha
- 1997 Das tschechische Plakat der sechziger Jahre, Rosgartenmuseum, Kostnice
- 1997 Český plakát 60. let ze sbírek Moravské galerie Brno, Uměleckoprůmyslové muzeum, Brno

### Katalogy (výběr)
- Jaromír Pečírka, První celostátní výstava užité grafiky, 32 s., Slovanský ostrov, Praha 1955
- Miloslav Chlupáč, František Dvořák, Mladé umění / Tvůrčí skupina Máj 57, Obecní dům, Praha 1957
- Alena Adlerová, Výstava Mezinárodní plakát, Národní galerie v Praze 1962
- René Murat, Horizont, Praha 63, ČFVU Praha 1963
- Karel Holešovský, Bienále užité grafiky Brno ´64: Československý plakát a propagační grafika, Moravská galerie v Brně, Svaz československých výtvarných umělců, Brno 1964
- Václav Sivko, Ilustrace a grafika knih MF: Výstava k dvacátému výročí založení nakladatelství Mladá fronta, Mladá fronta, a.s. Praha 1965
- Alena Adlerová, Plakate aus der Tschechoslowakei, Münchner Stadtmuseum, Mnichov 1965
- František Dvořák, Grafika Plakát, SČSVU Praha 1966
- Herbert Aust, Ausstellung Tschechoslowakische Gebrauchsgrafik Gruppe Horizont, Landesgewerbeamt Baden-Württemberg, Stuttgart 1966
- Jiří Kotalík, Pravoslav Kneidl, Československé nejkrásnější knihy 1968, Památník národního písemnictví, Praha 1969
- Marta Sylvestrová, Český plakát 60. let ze sbírek Moravské galerie Brno, 185 s., Moravské galerie v Brně 1997